# Добрые Пчёлы
Добрые Пчёлы — село в Захаровском районе Рязанской области России. Административный центр Добро-Пчёльского сельского поселения.

## География
Село расположено в низменности. В конце села ручей. Почва чернозёмная. Луга болотистые. Имеется много торфяников.
Ближайшие города: Новомосковск, Коломна, Ступино.

## История
Название связано с бортничеством, распространённым в этих местах. Село названо по пустоши Добрые Пчёлы. На пустоши была естественная пасека, куда монахи Богословского монастыря приезжали собирать мёд. На месте этой пустоши впоследствии появилось село.
В писцовых книгах от 1574 года село впервые упоминается как владения Богословского монастыря. В «Списках населенных мест Российской империи» за 1862 год упоминается как деревня «Добрыя Пчелы» при урочище Пирожках.
В 1899 году в селе была учреждена церковно-приходская школа. В 1915 году в ней обучалось 87 мальчиков и 48 девочек.
В 1905 году в селе было 5 школ, церковь каменная, церковная школа, кузница, 2 ветряные мельницы, шерстобитка.
В 1929—1930-х годах в селе началась коллективизация. Первый колхоз назывался «3 решающий год пятилетки». Решением заседания Оргкомитета Президиума Верховного Совета РСФСР по Рязанской области от 21.06.1939 года в селе была закрыта церковь.
Военных действий в Великую Отечественную войну в селе не было. При движении немцев на Рязань немецкая разведка (3 немецких танка и немецкая легковая машина) проехали через село в сторону Плахино.
В 1965 году в Добрых Пчёлах был организован совхоз «Захаровский». В настоящее время — ООО «Захаровское». На 2014 год в селе работала библиотека, детский сад, магазин «И. П. Ланцов Е. С.». В селе находится центральная усадьба Добро-Пчёльского сельского поселения. В селе три улицы — Молодёжная, Садовая, Центральная. В селе находится не действующая церковь Иоанна Богослова, построенная в 1897 году.

## Церковь Иоанна Богослова
Каменное здание церкви во имя Иоанна Богослова в селе Добрые Пчелы построено в 1897 на средства прихожан и на пожертвования разных благотворителей. Колокольня в храме отсутствует. В трапезной один престол, который расположен в правом приделе и посвящен св. Николаю Чудотворцу. Для Богословского храма и церковного погоста было отведено 2 десятины земли, ещё выделено 31 десятина пахотных угодий. Земля находилась в полной собственности членов притча с 1897 года. Деревянные дома для священников и церковнослужителей были построены на церковной земле силами прихожан в 1897 году и составляли собственность притча.
Церкви также принадлежало каменное здание церковно-приходской школы, которая была учреждена в 1899 году. На ее содержание отпускалось от Уездного отделения, общества, Приходского Попечителя 152 рубля. В 1915 году в школе обучалось 87 мальчиков и 48 девочек. Заведующим в церковно-приходской школе с 1899 года был священник села Иван Васильевич Богданов, учителем с 1905 года состоял псаломщик Алексей Степанович Белынин. На 1915 год в приходе значилось 360 хозяйств, в которых проживало 1133 мужчины и 1306 женщин.
В 1934 году Захаровский Райисполком ходатайствовал о закрытии церкви в селе Добро-Пчёлковского сельсовета. Решением заседания Оргкомитета Президиума Верховного Совета РСФСР по Рязанской области от 21 июня 1939 года церковь была закрыта. Долгое время храм пребывал в запустении и забвении, постепенно разрушаясь. Сегодня он представляет собой унылое зрелище — кругом разруха, внутри видны остатки былой росписи. Для восстановления храма потребуются крупные ремонтные и реставрационные работы.

## Население
| 1859 | 1897  | 1905  | 1915  | 2010 | 2023 |
| ---- | ----- | ----- | ----- | ---- | ---- |
| 1081 | ↗1486 | ↗2057 | ↗2439 | ↘338 | ↘283 |

В 1735 году в селе было 28 дворов. Население представляло собой группу выселившихся крестьян из села Катагоща.
В 1859 году: число дворов — 158, жителей: мужчин — 535, женщин — 546.
В 1905 году: число дворов — 290, жителей: мужчин — 1026, женщин — 1031. Всего проживало — 2057 человек.
В 1915 году был: 360 хозяйств, в которых проживало 1133 мужчины и 1306 женщин.

## Известные люди
- Уроженец села — Анатолий Георгиевич Чижов. Поэт, краевед, исследователь творчества А. С. Пушкина, С. А. Есенина.